# Municipio de Orange (condado de Hancock)
El municipio de Orange (en inglés: Orange Township) es un municipio ubicado en el condado de Hancock en el estado estadounidense de Ohio. En el año 2010 tenía una población de 1348 habitantes y una densidad poblacional de 14,36 personas por km².

## Geografía
El municipio de Orange se encuentra ubicado en las coordenadas 40°51′55″N 83°49′17″O / 40.86528, -83.82139. Según la Oficina del Censo de los Estados Unidos, el municipio tiene una superficie total de 93.86 km², de la cual 93,8 km² corresponden a tierra firme y (0,07 %) 0,06 km² es agua.

## Demografía
Según el censo de 2010, había 1348 personas residiendo en el municipio de Orange. La densidad de población era de 14,36 hab./km². De los 1348 habitantes, el municipio de Orange estaba compuesto por el 97,63 % blancos, el 0,22 % eran afroamericanos, el 0,3 % eran amerindios, el 0,07 % eran asiáticos, el 0,89 % eran de otras razas y el 0,89 % eran de una mezcla de razas. Del total de la población el 1,34 % eran hispanos o latinos de cualquier raza.